# Wereldkampioenschap voetbal 1934
Het FIFA wereldkampioenschap voetbal 1934 was de tweede editie van het internationale voetbaltoernooi tussen de nationale mannenteams van landen die aangesloten zijn bij de FIFA. Italië trad dat jaar op als gastheer van de eindronde, zoals twee jaar eerder, op 8 oktober 1932, was besloten. Het toernooi duurde twee weken, van zondag 27 mei tot en met zondag 10 juni. De loting voor de WK-eindronde werd verricht op donderdag 3 mei 1934 in Rome.

## Kwalificatie
| FIFA-lid          | Confederatie  | Kwalificatie     | Aantal dln. (inclusief 1934) | Dln. op rij | Eerste dln. | Laatste dln. | Titels (exclusief 1934) | Beste prestatie |
| ----------------- | ------------- | ---------------- | ---------------------------- | ----------- | ----------- | ------------ | ----------------------- | --------------- |
| Zweden            | Europa        | Winnaar groep 1  | 1e                           | 1           | n.v.t.      | n.v.t.       | n.v.t.                  | n.v.t.          |
| Spanje            | Europa        | Winnaar groep 2  | 1e                           | 1           | n.v.t.      | n.v.t.       | n.v.t.                  | n.v.t.          |
| Italië            | Europa        | Winnaar groep 3  | 1e                           | 1           | n.v.t.      | n.v.t.       | n.v.t.                  | n.v.t.          |
| Hongarije         | Europa        | Winnaar groep 4  | 1e                           | 1           | n.v.t.      | n.v.t.       | n.v.t.                  | n.v.t.          |
| Oostenrijk        | Europa        | Tweede groep 4   | 1e                           | 1           | n.v.t.      | n.v.t.       | n.v.t.                  | n.v.t.          |
| Tsjecho-Slowakije | Europa        | Winnaar groep 5  | 1e                           | 1           | n.v.t.      | n.v.t.       | n.v.t.                  | n.v.t.          |
| Zwitserland       | Europa        | Winnaar groep 6  | 1e                           | 1           | n.v.t.      | n.v.t.       | n.v.t.                  | n.v.t.          |
| Roemenië          | Europa        | Tweede groep 6   | 2e                           | 1           | 1930        | 1930         | 0                       | Groepsfase      |
| Nederland         | Europa        | Winnaar groep 7  | 1e                           | 1           | n.v.t.      | n.v.t.       | n.v.t.                  | n.v.t.          |
| België            | Europa        | Tweede groep 7   | 2e                           | 2           | 1930        | 1930         | 0                       | Groepsfase      |
| Duitsland         | Europa        | Winnaar groep 8  | 1e                           | 1           | n.v.t.      | n.v.t.       | n.v.t.                  | n.v.t.          |
| Frankrijk         | Europa        | Tweede groep 8   | 2e                           | 2           | 1930        | 1930         | 0                       | Groepsfase      |
| Brazilië          | CONMEBOL      | Winnaar groep 9  | 2e                           | 2           | 1930        | 1930         | 0                       | Groepsfase      |
| Argentinië        | CONMEBOL      | Winnaar groep 10 | 2e                           | 2           | 1930        | 1930         | 0                       | Tweede          |
| Verenigde Staten  | Noord-Amerika | Winnaar groep 11 | 2e                           | 2           | 1930        | 1930         | 0                       | Derde           |
| Egypte            | Afrika        | Winnaar groep 12 | 1e                           | 1           | n.v.t.      | n.v.t.       | n.v.t.                  | n.v.t.          |

Vooraf was er een grote favoriet: Oostenrijk, bijgenaamd het Wunderteam. Onder leiding van coach Hugo Meisl werd een team gecreëerd dat zich kon meten met grootmachten als Engeland en Schotland, de Schotten werd zelfs met 5-0 verslagen. Sterspeler was Matthias Sindelar, bijgenaamd "the Mozart of Football". Italië werd gezien als de grote concurrent, zeker in eigen huis, waar dictator Benito Mussolini, zelf een groot voetballiefhebber alles aan gelegen was Italië wereldkampioen te laten worden. Outsider waren met name de Midden-Europese landen Hongarije, Duitsland en Tsjechoslowakije. Nederland verwachtte  veel van hun elftal met hun aanvalsdrift, vooral het trio Beb Bakhuijs, Kick Smit en Leen Vente stond garant voor veel doelpunten. "Wij gaan naar Rome" werd een populair lied.

## Scheidsrechters
Tien scheidsrechters werden voor de wedstrijden aangewezen. Tussen haakjes staat hoeveel wedstrijden zij mochten fluiten.

## Speelsteden
| Bologna                  | Milaan                                                    | Florence                                                  | Rome                   |
| ------------------------ | --------------------------------------------------------- | --------------------------------------------------------- | ---------------------- |
| Stadio Renato Dall'Ara   | Stadio San Siro                                           | Stadio Comunale Giovanni Berta                            | Stadio Nazionale PNF   |
| Capaciteit: 38.279       | Capaciteit: 55.000                                        | Capaciteit: 47.290                                        | Capaciteit: 47.300     |
|                          |                                                           |                                                           |                        |
| Genua                    | · Florence Napels Rome Turijn Milaan Genua Bologna Triëst | · Florence Napels Rome Turijn Milaan Genua Bologna Triëst | Turijn                 |
| Stadio Luigi Ferraris    | · Florence Napels Rome Turijn Milaan Genua Bologna Triëst | · Florence Napels Rome Turijn Milaan Genua Bologna Triëst | Stadio Mussolini       |
| Capaciteit: 36.703       | · Florence Napels Rome Turijn Milaan Genua Bologna Triëst | · Florence Napels Rome Turijn Milaan Genua Bologna Triëst | Capaciteit: 28.140     |
|                          | · Florence Napels Rome Turijn Milaan Genua Bologna Triëst | · Florence Napels Rome Turijn Milaan Genua Bologna Triëst |                        |
| Napels                   | · Florence Napels Rome Turijn Milaan Genua Bologna Triëst | · Florence Napels Rome Turijn Milaan Genua Bologna Triëst | Triëst                 |
| Stadio Giorgio Ascarelli | · Florence Napels Rome Turijn Milaan Genua Bologna Triëst | · Florence Napels Rome Turijn Milaan Genua Bologna Triëst | Stadio Giuseppe Grezar |
| Capaciteit: 40.000       | · Florence Napels Rome Turijn Milaan Genua Bologna Triëst | · Florence Napels Rome Turijn Milaan Genua Bologna Triëst | Capaciteit: 8.000      |
|                          | · Florence Napels Rome Turijn Milaan Genua Bologna Triëst | · Florence Napels Rome Turijn Milaan Genua Bologna Triëst |                        |

## Knock-outfase
|  | Achtste finale    | Achtste finale    |                           |       | Kwartfinale  | Kwartfinale  |                 |                 | Halve finale | Halve finale |  |  | Finale | Finale |
|  |                   |                   |                           |       |              |              |                 |                 |              |              |  |  |        |        |
|  | 27 mei – Rome     |                   |                           |       |              |              |                 |                 |              |              |  |  |        |        |
|  |                   |                   |                           |       |              |              |                 |                 |              |              |  |  |        |        |
|  | Italië            | 7                 |                           |       |              |              |                 |                 |              |              |  |  |        |        |
|  | Italië            | 7                 | 31 mei/1 juni¹ – Florence |       |              |              |                 |                 |              |              |  |  |        |        |
|  | Verenigde Staten  | 1                 |                           |       |              |              |                 |                 |              |              |  |  |        |        |
|  | Verenigde Staten  | 1                 | Italië                    | 1, 1¹ |              |              |                 |                 |              |              |  |  |        |        |
|  | 27 mei – Genua    |                   | Italië                    | 1, 1¹ |              |              |                 |                 |              |              |  |  |        |        |
|  |                   | Spanje            | 1, 0¹                     |       |              |              |                 |                 |              |              |  |  |        |        |
|  | Spanje            | Spanje            | 1, 0¹                     | 3     |              |              |                 |                 |              |              |  |  |        |        |
|  | Spanje            |                   | 3 juni – Milaan           | 3     |              |              |                 |                 |              |              |  |  |        |        |
|  | Brazilië          | 1                 |                           |       |              |              |                 |                 |              |              |  |  |        |        |
|  | Brazilië          | 1                 | Italië                    | 1     |              |              |                 |                 |              |              |  |  |        |        |
|  | 27 mei – Turijn   |                   | Italië                    | 1     |              |              |                 |                 |              |              |  |  |        |        |
|  |                   | Oostenrijk        | 0                         |       |              |              |                 |                 |              |              |  |  |        |        |
|  | Oostenrijk        | Oostenrijk        | 0                         | 3     |              |              |                 |                 |              |              |  |  |        |        |
|  | Oostenrijk        | 31 mei – Bologna  |                           | 3     |              |              |                 |                 |              |              |  |  |        |        |
|  | Frankrijk         | 2                 |                           |       |              |              |                 |                 |              |              |  |  |        |        |
|  | Frankrijk         | 2                 | Oostenrijk                | 2     |              |              |                 |                 |              |              |  |  |        |        |
|  | 27 mei – Napels   |                   | Oostenrijk                | 2     |              |              |                 |                 |              |              |  |  |        |        |
|  |                   | Hongarije         | 1                         |       |              |              |                 |                 |              |              |  |  |        |        |
|  | Hongarije         | Hongarije         | 1                         | 4     |              |              |                 |                 |              |              |  |  |        |        |
|  | Hongarije         |                   | 10 juni – Rome            | 4     |              |              |                 |                 |              |              |  |  |        |        |
|  | Egypte            | 2                 |                           |       |              |              |                 |                 |              |              |  |  |        |        |
|  | Egypte            | 2                 | Italië                    | 2     |              |              |                 |                 |              |              |  |  |        |        |
|  | 27 mei – Triëst   |                   | Italië                    | 2     |              |              |                 |                 |              |              |  |  |        |        |
|  |                   | Tsjecho-Slowakije | 1                         |       |              |              |                 |                 |              |              |  |  |        |        |
|  | Tsjecho-Slowakije | Tsjecho-Slowakije | 1                         | 2     |              |              |                 |                 |              |              |  |  |        |        |
|  | Tsjecho-Slowakije | 31 mei – Turijn   |                           | 2     |              |              |                 |                 |              |              |  |  |        |        |
|  | Roemenië          | 1                 |                           |       |              |              |                 |                 |              |              |  |  |        |        |
|  | Roemenië          | 1                 | Tsjecho-Slowakije         | 3     |              |              |                 |                 |              |              |  |  |        |        |
|  | 27 mei – Milaan   |                   | Tsjecho-Slowakije         | 3     |              |              |                 |                 |              |              |  |  |        |        |
|  |                   | Zwitserland       | 2                         |       |              |              |                 |                 |              |              |  |  |        |        |
|  | Zwitserland       | Zwitserland       | 2                         | 3     |              |              |                 |                 |              |              |  |  |        |        |
|  | Zwitserland       |                   | 3 juni – Rome             | 3     |              |              |                 |                 |              |              |  |  |        |        |
|  | Nederland         | 2                 |                           |       |              |              |                 |                 |              |              |  |  |        |        |
|  | Nederland         | 2                 | Tsjecho-Slowakije         | 3     |              |              |                 |                 |              |              |  |  |        |        |
|  | 27 mei – Florence |                   | Tsjecho-Slowakije         | 3     |              |              |                 |                 |              |              |  |  |        |        |
|  |                   | Duitsland         | 1                         |       | Derde plaats | Derde plaats |                 |                 |              |              |  |  |        |        |
|  | Duitsland         | Duitsland         | 1                         | 5     | Derde plaats | Derde plaats |                 |                 |              |              |  |  |        |        |
|  | Duitsland         | 31 mei – Milaan   | 31 mei – Milaan           | 5     |              |              | 7 juni – Napels | 7 juni – Napels |              |              |  |  |        |        |
|  | België            | 31 mei – Milaan   | 31 mei – Milaan           | 2     |              |              | 7 juni – Napels | 7 juni – Napels |              |              |  |  |        |        |
|  | België            | Duitsland         | 2                         | 2     | Oostenrijk   | 2            |                 |                 |              |              |  |  |        |        |
|  | 27 mei – Bologna  | Duitsland         | 2                         |       | Oostenrijk   | 2            |                 |                 |              |              |  |  |        |        |
|  |                   | Zweden            | 1                         |       | Duitsland    | 3            |                 |                 |              |              |  |  |        |        |
|  | Zweden            | Zweden            | 1                         | 3     | Duitsland    | 3            |                 |                 |              |              |  |  |        |        |
|  | Zweden            |                   |                           | 3     |              |              |                 |                 |              |              |  |  |        |        |
|  | Argentinië        | 2                 |                           |       |              |              |                 |                 |              |              |  |  |        |        |
|  | Argentinië        | 2                 |                           |       |              |              |                 |                 |              |              |  |  |        |        |

¹ Replaywedstrijd

### Eerste ronde

#### Verslag
Alleen Europese landen plaatsten zich voor de kwartfinales. Argentinië en Brazilië gingen niet met hun sterkste team naar het WK en werden in de eerste ronde uitgeschakeld. Spanje stond al na dertig minuten met 3-0 voor tegen Brazilië, in de tweede helft maakte Leônidas een tegentreffer, hij zou uitgroeien tot de eerste Braziliaanse ster op een WK-toernooi, vier jaar later. Argentinië, finalist op het eerste WK verspeelde een 2-1 voorsprong en verloor met 3-2 van Zweden. Italië had weinig moeite met de Verenigde Staten en tracteerde het publiek op een 7-1 overwinning. De Verenigde Staten had zich pas drie dagen voor the toernooi begon geplaatst voor het toernooi door in Rome met 4-2 van Mexico te winnen. Hongarije verspeelde eerst een 2-0 voorsprong tegen Egypte, maar won uiteindelijk met 4-2.
De grote favoriet Oostenrijk begon het WK tegen Frankrijk in het Stadio Mussolini in Napels. De Oostenrijkers hadden het lastig, kwamen op een 1-0 achterstand en na de gelijkmaker van sterspeler Matthias Sindelar moest de wedstrijd verlengd worden, voor de eerste keer in de WK-geschiedenis. Oostenrijk won met 3-2 en plaatsten zich met moeite voor de kwartfinales. België stond voor rust met 1-2 voor tegen Duitsland, maar verloor uiteindelijk met 5-2, Edmund Conen scoorde drie keer in één speelhelft. Tsjecho-Slowakije schakelde Roemenië uit, het won met 2-1 in de minst doelpuntrijke wedstrijd van de achtste finales, in totaal werden 42 doelpunten gescoord in acht wedstrijden, meer dan vijf treffers gemiddeld per wedstrijd. Alles zes landen die ook meededen aan het eerste WK (Brazilië, Argentinië, Verenigde Staten, Frankrijk, België en Roemenië) waren in de eerste ronde uitgeschakeld.
Nederland begon met goede moed aan het WK, maar er ontstonden problemen rond de keerperspositie. In een vriendschappelijke wedstrijd tegen Frankrijk verloor Nederland na een snelle 3-0 voorsprong met 4-5, mede door een weinig overtuigende optreden van doelman Gerrit Keizer. De gedreven sportbestuurder Karel Lotsy (bijgenaamd "de Nederlandse Mussolini" vanwege zijn ronkende speeches greep in en zorgde ervoor dat de al bij Nederland gestopte doelman Gejus van der Meulen terugkeerde bij het Nederlands Elftal. Van der Meulen stelde als eis dat hij zijn vrouw mocht meenemen en samen een slaapkamer toebedeelde tot woede van zijn ploeggenoten, die hun vrouw niet mee mochten nemen. Ook de bondsofficials namen hun vrouwen mee, die de sfeer in het team niet verhoogde door op de traing met een fluitje te blazen naar de spelers. De Nederlanders gingen met de trein naar Milaan, waar Zwitserland de eerste tegenstander zou zijn. De Zwitsers waren niet geïntimideerd door de aanvalsdrift van het Nederlands Elftal en stonden voor rust met 2-1 voor door twee doelpunten van de bebrilde Leopold Kielholz. In de tweede helft verhoogde Zwitserland de voorsprong, een laat doelpunt van Leen Vente kon de nederlaag niet voorkomen. Heel Nederland zong vooraf het lied: "We gaan Rome", maar Milaan bleek het eindstation.
|                                              |                                        |                        |              |                                                                                       |
| 27 mei 1934 «onderlinge duels» 16:30 (UTC+1) | Spanje                                 | 3 – 1                  | Brazilië     | Stadio Luigi Ferraris, Genua Toeschouwers: 21.000 Scheidsrechter: Alfred Birlem (GER) |
| 27 mei 1934 «onderlinge duels» 16:30 (UTC+1) | Iraragorri 18' (pen.), 25' Lángara 29' | verslag (FIFA) verslag | 55' Leônidas | Stadio Luigi Ferraris, Genua Toeschouwers: 21.000 Scheidsrechter: Alfred Birlem (GER) |

|                                              |                                      |                        |                |                                                                                               |
| 27 mei 1934 «onderlinge duels» 16:30 (UTC+1) | Hongarije                            | 4 – 2                  | Egypte         | Stadio Giorgio Ascarelli, Napels Toeschouwers: 9.000 Scheidsrechter: Rinaldo Barlassina (ITA) |
| 27 mei 1934 «onderlinge duels» 16:30 (UTC+1) | Teleki 11' Toldi 27', 61' Vincze 53' | verslag (FIFA) verslag | 31', 39' Fawzi | Stadio Giorgio Ascarelli, Napels Toeschouwers: 9.000 Scheidsrechter: Rinaldo Barlassina (ITA) |

|                                              |                               |                        |                    |                                                                                |
| 27 mei 1934 «onderlinge duels» 16:30 (UTC+1) | Zwitserland                   | 3 – 2                  | Nederland          | Stadio San Siro, Milaan Toeschouwers: 33.000 Scheidsrechter: Ivan Eklind (SWE) |
| 27 mei 1934 «onderlinge duels» 16:30 (UTC+1) | Kielholz 7', 43' Abegglen 69' | verslag (FIFA) verslag | 19' Smit 84' Vente | Stadio San Siro, Milaan Toeschouwers: 33.000 Scheidsrechter: Ivan Eklind (SWE) |

|                                              |                                                             |                        |                  |                                                                                   |
| 27 mei 1934 «onderlinge duels» 16:30 (UTC+1) | Italië                                                      | 7 – 1                  | Verenigde Staten | Stadio Nazionale PNF, Rome Toeschouwers: 25.000 Scheidsrechter: Rene Mercet (SUI) |
| 27 mei 1934 «onderlinge duels» 16:30 (UTC+1) | Schiavio 18', 29', 64' Orsi 20', 69' Ferrari 63' Meazza 90' | verslag (FIFA) verslag | 57' Donelli      | Stadio Nazionale PNF, Rome Toeschouwers: 25.000 Scheidsrechter: Rene Mercet (SUI) |

|                                              |                     |                        |           |                                                                                 |
| 27 mei 1934 «onderlinge duels» 16:30 (UTC+1) | Tsjecho-Slowakije   | 2 – 1                  | Roemenië  | Stadio Littorio, Triëst Toeschouwers: 9.000 Scheidsrechter: John Langenus (BEL) |
| 27 mei 1934 «onderlinge duels» 16:30 (UTC+1) | Puč 50' Nejedlý 67' | verslag (FIFA) verslag | 11' Dobay | Stadio Littorio, Triëst Toeschouwers: 9.000 Scheidsrechter: John Langenus (BEL) |

|                                              |                            |                        |                      |                                                                                   |
| 27 mei 1934 «onderlinge duels» 16:30 (UTC+1) | Zweden                     | 3 – 2                  | Argentinië           | Stadio Littoriale, Bologna Toeschouwers: 14.000 Scheidsrechter: Eugen Braun (AUT) |
| 27 mei 1934 «onderlinge duels» 16:30 (UTC+1) | Jonasson 9', 67' Kroon 79' | verslag (FIFA) verslag | 4' Belis 48' Galateo | Stadio Littoriale, Bologna Toeschouwers: 14.000 Scheidsrechter: Eugen Braun (AUT) |

|                                              |                                    |                        |                                  |                                                                                                 |
| 27 mei 1934 «onderlinge duels» 16:30 (UTC+1) | Oostenrijk                         | 3 – 2 (n.v.)           | Frankrijk                        | Stadio Benito Mussolini, Turijn Toeschouwers: 16.000 Scheidsrechter: Johannes van Moorsel (NED) |
| 27 mei 1934 «onderlinge duels» 16:30 (UTC+1) | Sindelar 44' Schall 93' Bican 109' | verslag (FIFA) verslag | 18' Nicolas 116' (pen.) Verriest | Stadio Benito Mussolini, Turijn Toeschouwers: 16.000 Scheidsrechter: Johannes van Moorsel (NED) |

|                                              |                                                |                        |                   |                                                                                            |
| 27 mei 1934 «onderlinge duels» 16:30 (UTC+1) | Duitsland                                      | 5 – 2                  | België            | Stadio Giovanni Berta, Florence Toeschouwers: 8.000 Scheidsrechter: Francesco Mattea (ITA) |
| 27 mei 1934 «onderlinge duels» 16:30 (UTC+1) | Kobierski 25' Siffling 49' Conen 66', 70', 87' | verslag (FIFA) verslag | 29', 43' Voorhoof | Stadio Giovanni Berta, Florence Toeschouwers: 8.000 Scheidsrechter: Francesco Mattea (ITA) |

### Kwartfinale

#### Verslag
De topper van de kwartfinale was Italië-Spanje. De wedstrijd was overschaduwd door een overdaad aan gewelddadig spel, verschillende spelers aan beide kanten vielen geblesseerd uit. De beroemde Spaanse keeper Ricardo Zamora viel ook uit en bij Italië brak Mario Pizziolo zijn been, hij zou nooit meer een wedstrijd spelen in het Italiaanse team. De wedstrijd eindigde in een 1-1 gelijkspel, de replay moest gespeeld worden met veel invallers, onder andere Zamora kon niet spelen. Ook nu weer was de sfeer in het veld grimmig en scheidsrechter Mercet bevoordeelde de thuisploeg dermate, dat hij voor het leven werd geschorst. Italië won uiteindelijk met 1-0 door een doelpunt van sterspeler Giuseppe Meazza.
Ook de andere favoriet Oostenrijk had moeite de halve finales te halen. De wedstrijd tegen buurland Hongarije was een wedstrijd dat bol stond van de overtredingen, Oostenrijk won met 2-1. Na de 3-2 zege op Nederland maakte Zwitserland het Tsjecho-Slowakije moeilijk, na kansen over en weer en een 2-2 stand maakte Oldřich Nejedlý uiteindelijk het winnende doelpunt. Voor slechts 3.000 toeschouwers in het San-Siro Stadion in Milaan maakte Duitsland het kwartet halvefinalisten compleet door met 2-1 van Zweden te winnen.
|                                              |                        |                        |                   |                                                                                        |
| 31 mei 1934 «onderlinge duels» 16:30 (UTC+1) | Oostenrijk             | 2 – 1                  | Hongarije         | Stadio Littoriale, Bologna Toeschouwers: 23.000 Scheidsrechter: Francesco Mattea (ITA) |
| 31 mei 1934 «onderlinge duels» 16:30 (UTC+1) | Horvath 8' Zischek 51' | verslag (FIFA) verslag | 60' (pen.) Sárosi | Stadio Littoriale, Bologna Toeschouwers: 23.000 Scheidsrechter: Francesco Mattea (ITA) |

|                                              |             |                        |              |                                                                                        |
| 31 mei 1934 «onderlinge duels» 16:30 (UTC+1) | Italië      | 1 – 1 (n.v.)           | Spanje       | Stadio Giovanni Berta, Florence Toeschouwers: 35.000 Scheidsrechter: Louis Baert (BEL) |
| 31 mei 1934 «onderlinge duels» 16:30 (UTC+1) | Ferrari 44' | verslag (FIFA) verslag | 30' Regueiro | Stadio Giovanni Berta, Florence Toeschouwers: 35.000 Scheidsrechter: Louis Baert (BEL) |

Replay
|                                              |            |                        |        |                                                                                        |
| 1 juni 1934 «onderlinge duels» 16:30 (UTC+1) | Italië     | 1 – 0                  | Spanje | Stadio Giovanni Berta, Florence Toeschouwers: 43.000 Scheidsrechter: Rene Mercet (SUI) |
| 1 juni 1934 «onderlinge duels» 16:30 (UTC+1) | Meazza 11' | verslag (FIFA) verslag |        | Stadio Giovanni Berta, Florence Toeschouwers: 43.000 Scheidsrechter: Rene Mercet (SUI) |

|                                              |                  |                        |            |                                                                                      |
| 31 mei 1934 «onderlinge duels» 16:30 (UTC+1) | Duitsland        | 2 – 1                  | Zweden     | Stadio San Siro, Milaan Toeschouwers: 3.000 Scheidsrechter: Rinaldo Barlassina (ITA) |
| 31 mei 1934 «onderlinge duels» 16:30 (UTC+1) | Hohmann 60', 63' | verslag (FIFA) verslag | 82' Dunker | Stadio San Siro, Milaan Toeschouwers: 3.000 Scheidsrechter: Rinaldo Barlassina (ITA) |

|                                              |                                     |                        |                        |                                                                                          |
| 31 mei 1934 «onderlinge duels» 16:30 (UTC+1) | Tsjecho-Slowakije                   | 3 – 2                  | Zwitserland            | Stadio Benito Mussolini, Turijn Toeschouwers: 12.000 Scheidsrechter: Alois Beranek (AUT) |
| 31 mei 1934 «onderlinge duels» 16:30 (UTC+1) | Svoboda 24' Sobotka 49' Nejedlý 82' | verslag (FIFA) verslag | 18' Kielholz 78' Jäggi | Stadio Benito Mussolini, Turijn Toeschouwers: 12.000 Scheidsrechter: Alois Beranek (AUT) |

### Halve finale

#### Verslag
Italië tegen Oostenrijk voelde als een vervroegde finale, de thuisploeg tegen het "Wunderteam". Alles was in het nadeel van de Oostenrijk, de 60.000 Italiaanse toeschouwers in het Stadio San Siro in Milaan, het veld lag vol met zand en hobbels wat in het nadeel was voor het verfijnde spel van de Oostenrijkers en de scheidsrechter Ivan Eklind was op de hand van de thuisploeg. Italië scoorde in de 19e minuut, terwijl de Oostenrijkse keeper omver geduwd door de uiteindelijke doelpuntenmaker Guaita en de resterende tijd deden Italië en de scheidsrechter alles om de Oostenrijkers het leven zuur te maken. Uiteindelijk haalde Italië de finale en Benito Mussolini was zo tevreden, dat de scheidsrechter de finale ook mochten fluiten.
Voor de andere finale was nauwelijks interesse aangezien Italië-Oostenrijk op hetzelfde tijdstip plaatsvond, slechts 10.000 toeschouwers bezochten in Rome het duel tussen Duitsland tegen Tsjecho-Slowakije, beide landen hadden nog weinig bereikt in hun historie en een finale-plaats zou een grote eer zijn. In de eerste helft kwam Tsjecho-Slowakije op een 1-0 voorsprong door een doelpunt van Nejedlý en na de gelijkmaker van Rudolf Noack in de tweede helft schoot Nejedlý zijn land naar de finale met twee treffers. 
|                                              |            |                        |            |                                                                                |
| 3 juni 1934 «onderlinge duels» 16:30 (UTC+1) | Italië     | 1 – 0                  | Oostenrijk | Stadio San Siro, Milaan Toeschouwers: 35.000 Scheidsrechter: Ivan Eklind (SWE) |
| 3 juni 1934 «onderlinge duels» 16:30 (UTC+1) | Guaita 19' | verslag (FIFA) verslag |            | Stadio San Siro, Milaan Toeschouwers: 35.000 Scheidsrechter: Ivan Eklind (SWE) |

|                                              |                       |                        |           |                                                                                          |
| 3 juni 1934 «onderlinge duels» 16:30 (UTC+1) | Tsjecho-Slowakije     | 3 – 1                  | Duitsland | Stadio Nazionale PNF, Rome Toeschouwers: 15.000 Scheidsrechter: Rinaldo Barlassina (ITA) |
| 3 juni 1934 «onderlinge duels» 16:30 (UTC+1) | Nejedlý 19', 71', 80' | verslag (FIFA) verslag | 62' Noack | Stadio Nazionale PNF, Rome Toeschouwers: 15.000 Scheidsrechter: Rinaldo Barlassina (ITA) |

### Troostfinale
Ook de bronzen medaille was niet voorbestemd voor het vooraf favoriete Oostenrijk. Duitsland nam voor rust een 3-1 voorsprong, de eindstand werd uiteindelijk 3-2. Oostenrijk leende de shirts van Napoli. De architect van het "Wunderteam" Hugo Meisl overleed in 1937, het land Oostenrijk hield op te bestaan door de Anschluss van  Adolf Hitler en sterspeler Matthias Sindelar overleed in 1939 onder verdachte omstandigheden.
|                                              |                          |                        |                       |                                                                                           |
| 7 juni 1934 «onderlinge duels» 18:00 (UTC+1) | Duitsland                | 3 – 2                  | Oostenrijk            | Stadio Giorgio Ascarelli, Napels Toeschouwers: 7.000 Scheidsrechter: Albino Carraro (ITA) |
| 7 juni 1934 «onderlinge duels» 18:00 (UTC+1) | Lehner 1', 42' Conen 27' | verslag (FIFA) verslag | 28' Horvath 54' Sesta | Stadio Giorgio Ascarelli, Napels Toeschouwers: 7.000 Scheidsrechter: Albino Carraro (ITA) |

### Finale
|                                               |                       |              |                   |                                                                                   |
| 10 juni 1934 «onderlinge duels» 17:30 (UTC+1) | Italië                | 2 – 1 (n.v.) | Tsjecho-Slowakije | Stadio Nazionale PNF, Rome Toeschouwers: 45.000 Scheidsrechter: Ivan Eklind (SWE) |
| 10 juni 1934 «onderlinge duels» 17:30 (UTC+1) | Orsi 81' Schiavio 95' | verslag      | 76' Puč           | Stadio Nazionale PNF, Rome Toeschouwers: 45.000 Scheidsrechter: Ivan Eklind (SWE) |

| 1934 Wereldkampioen |
| ------------------- |
|                     |
| ITALIË Eerste titel |

## Toernooiranglijst
| Plaats                           | Land              | GW | Win | Gel | Ver | DV | DT | +/− | Pnt |
| -------------------------------- | ----------------- | -- | --- | --- | --- | -- | -- | --- | --- |
| 1                                | Italië            | 4  | 3   | 1   | 0   | 11 | 3  | +8  | 7   |
| 2                                | Tsjecho-Slowakije | 4  | 3   | 0   | 1   | 9  | 6  | +3  | 6   |
| 3                                | Duitsland         | 4  | 3   | 0   | 1   | 11 | 8  | +3  | 6   |
| 4                                | Oostenrijk        | 4  | 2   | 0   | 2   | 7  | 7  | 0   | 4   |
| Uitgeschakeld in de Kwartfinale  |                   |    |     |     |     |    |    |     |     |
| 5                                | Spanje            | 2  | 1   | 1   | 0   | 4  | 2  | +2  | 3   |
| 6                                | Hongarije         | 2  | 1   | 0   | 1   | 5  | 4  | +1  | 2   |
| 7                                | Zwitserland       | 2  | 1   | 0   | 1   | 5  | 5  | 0   | 2   |
| 8                                | Zweden            | 2  | 1   | 0   | 1   | 4  | 4  | 0   | 2   |
| Uitgeschakeld in de eerste ronde |                   |    |     |     |     |    |    |     |     |
| 9                                | Argentinië        | 1  | 0   | 0   | 1   | 2  | 3  | −1  | 0   |
| 9                                | Frankrijk         | 1  | 0   | 0   | 1   | 2  | 3  | −1  | 0   |
| 9                                | Nederland         | 1  | 0   | 0   | 1   | 2  | 3  | −1  | 0   |
| 12                               | Roemenië          | 1  | 0   | 0   | 1   | 1  | 2  | −1  | 0   |
| 13                               | Egypte            | 1  | 0   | 0   | 1   | 2  | 4  | −2  | 0   |
| 14                               | Brazilië          | 1  | 0   | 0   | 1   | 1  | 3  | −2  | 0   |
| 15                               | België            | 1  | 0   | 0   | 1   | 2  | 5  | −3  | 0   |
| 16                               | Verenigde Staten  | 1  | 0   | 0   | 1   | 1  | 7  | −6  | 0   |

## Statistieken

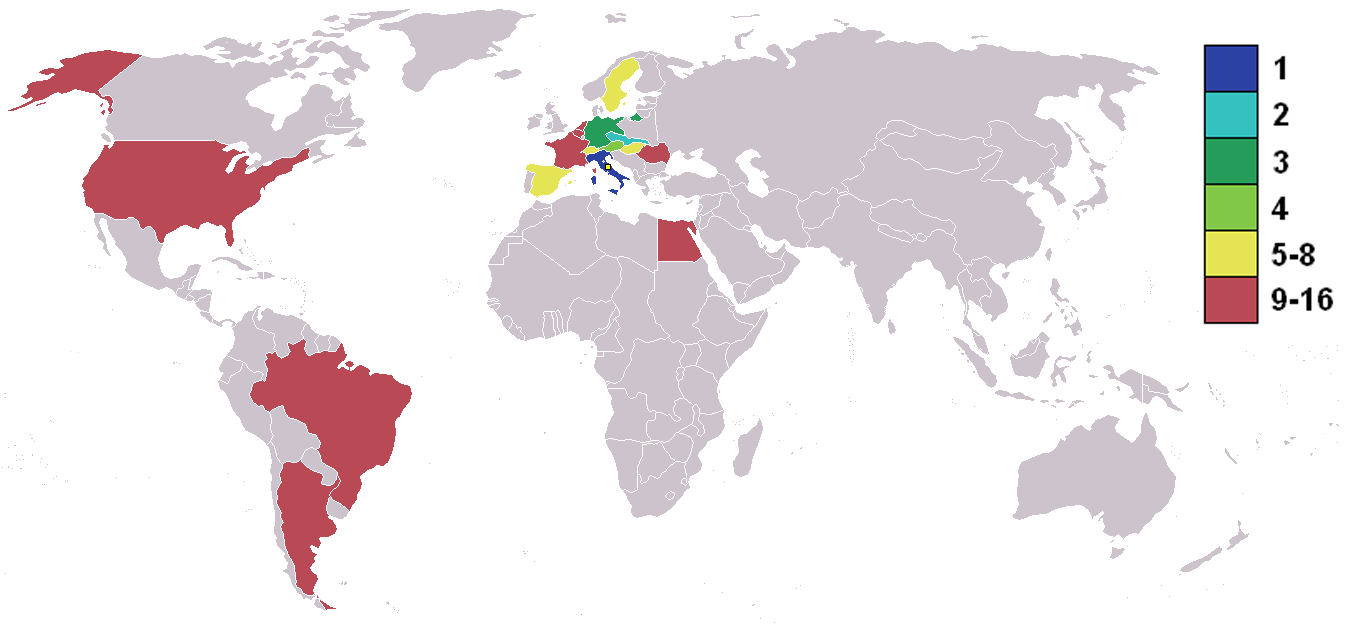
Deelnemende landen met de prestatie.

| Aantal wedstrijden               | 17      |
| Totaal aantal doelpunten         | 70      |
| Eigen doelpunten                 | 0       |
| Aantal uitsluitingen (rood)      | 1       |
| Doelpuntgemiddelde per wedstrijd | 4,12    |
| Toeschouwerstotaal               | 395.000 |
| Toeschouwersgemiddelde           | 23.235  |

## Doelpuntenmakers
5 doelpunten
- Oldřich Nejedlý

4 doelpunten
- Edmund Conen
- Angelo Schiavio

3 doelpunten
- Raimundo Orsi
- Leopold Kielholz

2 doelpunten
- Johann Horvath
- Bernard Voorhoof
- Antonín Puč
- Abdulrahman Fawzi
- Karl Hohmann
- Ernst Lehner
- Géza Toldi
- Giovanni Ferrari
- Giuseppe Meazza
- José Iraragorri
- Sven Jonasson

1 doelpunt
- Ernesto Belis
- Alberto Galateo
- Josef Bican
- Anton Schall
- Karl Sesta
- Matthias Sindelar
- Karl Zischek
- Leônidas
- Jiří Sobotka
- František Svoboda
- Jean Nicolas
- Georges Verriest
- Stanislaus Kobierski
- Rudolf Noack
- Otto Siffling
- György Sárosi
- Pál Teleki
- Jenő Vincze
- Enrique Guaita
- Kick Smit
- Leen Vente
- Ștefan Dobay
- Isidro Lángara
- Luis Regueiro
- Gösta Dunker
- Knut Kroon
- André Abegglen
- Willy Jäggi
- Aldo Donelli

## WK 1934 in beeld

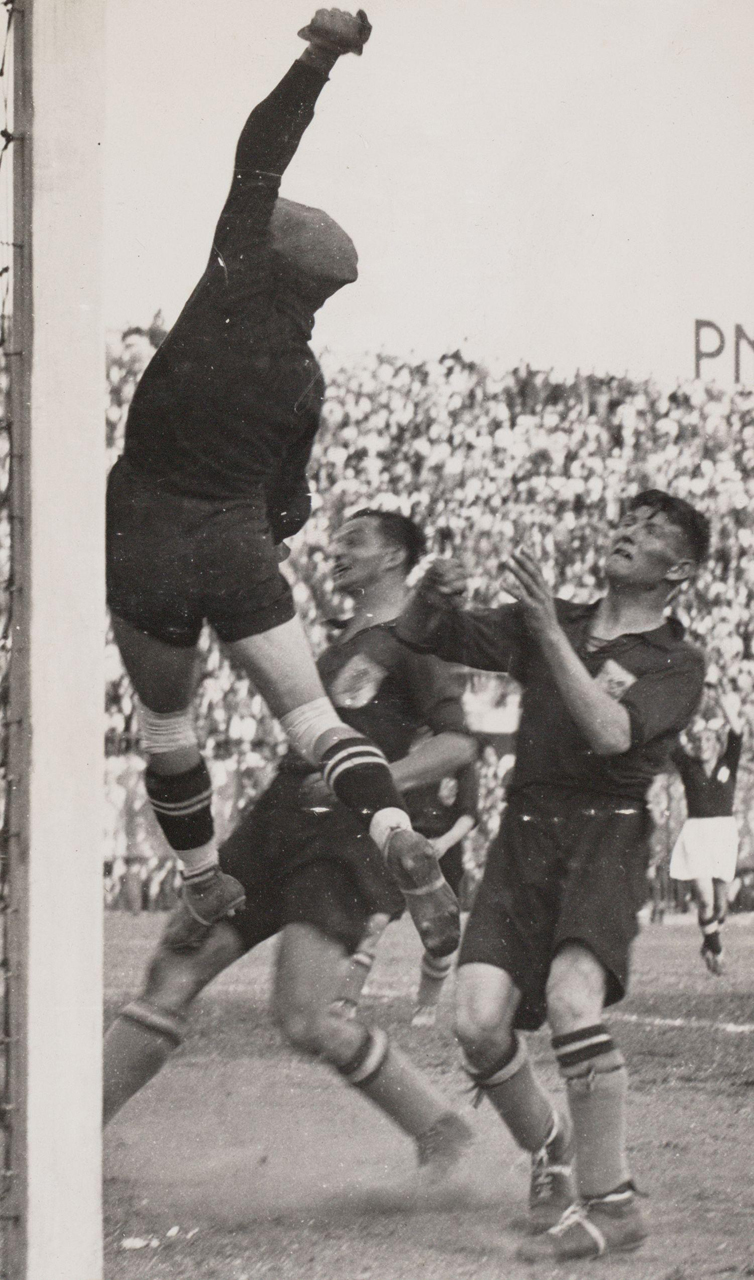
Nederland-Zwitserland
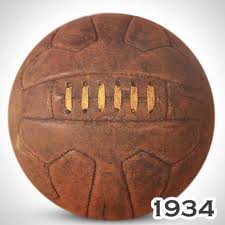
De bal
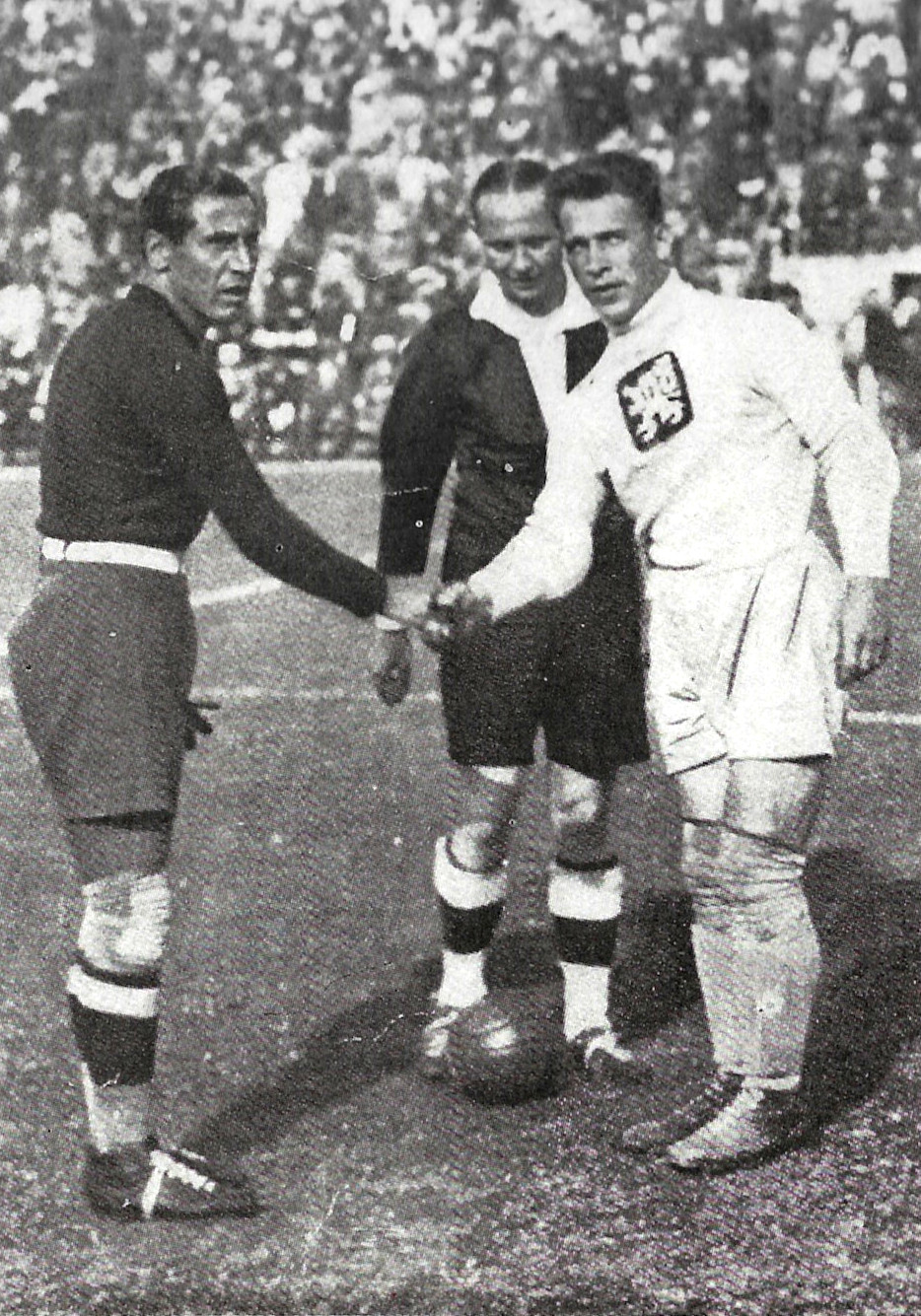
Frantisek Planicka en Gianpiero Combi
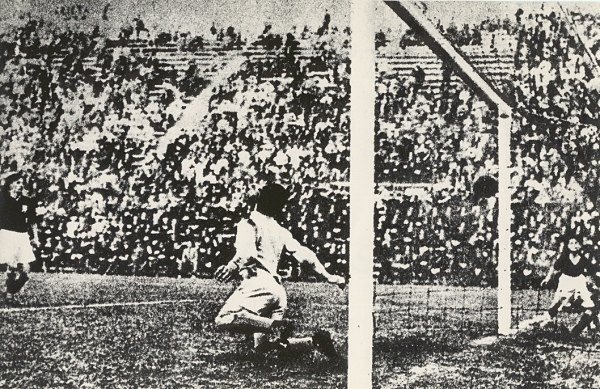
Goal van Schiavio
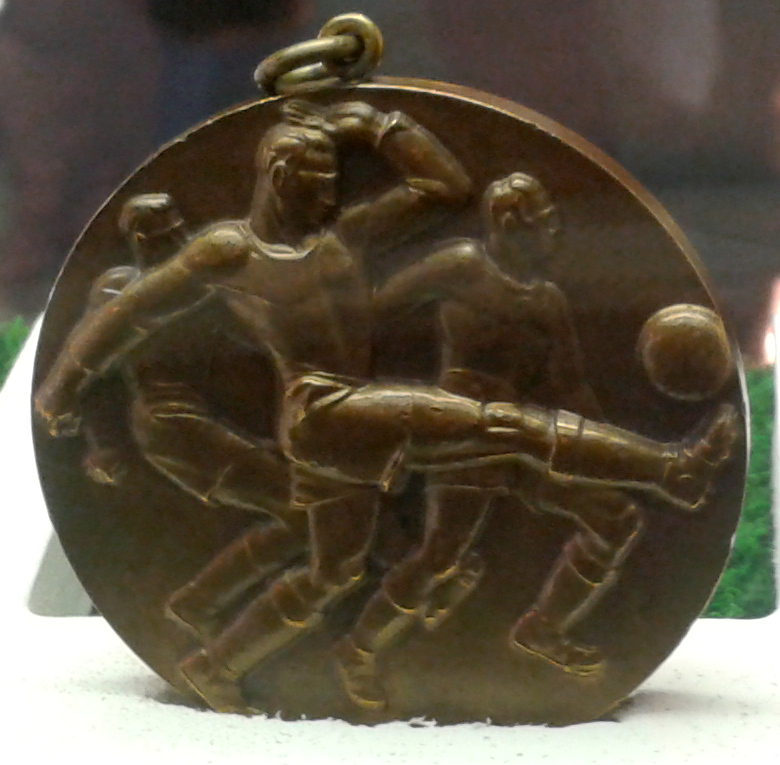
Bronzen medaille

Stadio Renato Dall'Ara (Bologna) · Stadio Luigi Ferraris (Genua) · Stadio Comunale Giovanni Berta (Florence) · Stadio Nazionale PNF (Rome) · Stadio San Siro (Milaan) · Stadio Giorgio Ascarelli (Napels) · Stadio Mussolini (Turijn) · Stadio Giuseppe Grezar (Triëst)